# 侯毓汾
侯毓汾（1913年8月11日—1999年9月10日），江苏无锡人，中国染料化学家，大连理工大学精细化工学科奠基人，原中国染料学会理事长。

## 生平
1913年出生于江苏省无锡市，她一生全部献给了活性染料事业。培养了許多染料、科研、生产的人才。與实验室的科学家开发和研制了許多活性基的活性染料新品种。在她80岁时，用积蓄的3万元设立了侯毓汾奖学金。她还将珍藏的三百多册图书资料捐献给大连理工大学图书馆。
1999年9月因病去世。

## 个人生活
侯毓汾的父亲是教育家侯鸿鉴。